# 横手市立旭小学校
横手市立旭小学校（よこてしりつ あさひしょうがっこう）は、秋田県横手市赤坂にある公立小学校。

## 沿革

### 略歴
旭小学校の前身となるのは、明治期に発された学制によって1874年11月3日に設立、同年11月10日に認可された「猪岡学校」であり、猪岡村水上（現・横手市猪岡字水上）に設置された。旭地区においては、他に「赤坂学校」が1874年8月20日に認可、三本柳・塚堀・赤川・清水町新田の各村にも時期不明だが学校が設立されている。
1880年に清水町新田学校を猪岡学校へ統合。1887年4月には、旭地区の猪岡・三本柳・塚堀学校、境町地区の八丁学校が統合され、下八丁村に「八丁簡易小学校」が設置された。八丁簡易小学校は後の横手市立境町小学校となる（詳細は当該記事を参照）。
八丁簡易小学校は猪岡分校を設置。1889年4月には町村制の施行により旭村が発足、猪岡分校は「旭簡易小学校」として独立した。また同時に赤坂分校を設置している。赤坂分校については、1892年4月に「赤坂尋常小学校」として独立した。
1902年に高等科を併置するが、尋常科六年制による義務教育年限の延長により高等科廃止の傾向が生まれ、他の農村地域の小学校（朝倉・境町など）と同様に1908年3月に高等科廃止を申請した。
1924年12月15日に校舎を猪岡字水上95番地へ移転。進学率が向上し、児童数が増加してきたことから、1928年12月に校舎を増築。1935年4月には赤坂分教場を廃止して本校を増築した。
第二次世界大戦が勃発し、国民学校令が公布された1941年に「旭国民学校」へ改称。戦後の学制改革により1947年には「旭村立旭小学校」と改称。1951年に旭村が横手町に編入、同時に横手町が市制施行し横手市となり「横手市立旭小学校」と改称した。
1947年の学制改革によって同地区にて発足した横手市立旭中学校が、1971年に横手市立横手南中学校へ統合。1975年、その旭中学校の校舎跡地（現在地）に旭小学校校舎を移転。1994年に現行の校舎を築いた。
2016年に横手北中の隣接地（横手市八幡）に境町小・黒川小・金沢小の統合校である横手北小（2代目）が開校。旭小の一部学区が横手北小の学区へと再編された。

### 年表
以下、注釈の無い項目は学校の公式サイトの情報によるもの。
- 1874年11月13日 - 前身となる「猪岡学校」が、猪岡村にて創立。
- 1880年 - 清水町新田学校を統合[5]。
- 1887年 - 学校統合により「八丁簡易小学校」となる[6]。
- 1889年11月4日 - 八丁簡易小学校の猪岡分校から独立し、「旭簡易小学校」となる[6]。
- 1902年4月1日 - 高等科を併置し、「旭尋常高等小学校」と改称。
- 1908年 - 高等科廃止を申請[9]。
- 1924年12月15日 - 	猪岡字水上95番地に校舎を移転。
- 1929年4月1日 - 赤坂分校を合併し、分教場とする。
- 1941年4月1日 - 国民学校令により、「旭国民学校」と改称。
- 1951年4月1日 - 市制施行により横手市が発足し、「横手市立旭小学校」と改称。
- 1954年11月13日 - 校歌・校章を制定。
- 1974年9月7日 - 創立100周年記念式典挙行。
- 1975年7月25日 - 現在地へ校舎を移転。
- 1983年11月30日 - 東側に4教室を増築。
- 1994年2月23日 - 新校舎竣工式典挙行。
- 1996年11月5日 - 創立120周年を記念し「鳩の子」像を建造。
- 2016年4月1日 - 横手北小学校が開校し、一部の学区が吸収される[14]。

### 児童数の変遷
| 年                 | 児童数 |
| ------------------ | ------ |
| 1874年（明治7年）  | 50     |
| 1882年（明治15年） | 50     |
| 1892年（明治25年） | 129    |
| 1902年（明治35年） | 265    |
| 1912年（明治45年） | 330    |
| 1916年（大正5年）  | 396    |
| 1921年（大正10年） | 397    |
| 1926年（大正15年） | 504    |
| 1930年（昭和5年）  | 618    |
| 1935年（昭和10年） | 675    |
| 1940年（昭和15年） | 807    |
| 1952年（昭和27年） | 896    |
| 1957年（昭和32年） | 587    |
| 1962年（昭和37年） | 512    |
| 1967年（昭和42年） | 436    |
| 1972年（昭和47年） | 289    |
| 1977年（昭和52年） | 207    |
| 1980年（昭和55年） | 235    |
| 1985年（昭和60年） | 314    |
| 1989年（平成元年） | 400    |
| 1993年（平成5年）  | 442    |
| 1999年（平成11年） | 436    |
| 2003年（平成15年） | 380    |

## 通学区域
- 猪岡、朝日が丘、赤川、塚堀、清水町新田の全域[17]
- 赤坂の一部（字伏山を除く全域）[17]
- 三本柳の一部（字六郎小屋・助太郎小屋・街道上・街道下・寺田・家間・村尻・縄手下・北ノ町・沼頭・馬場尻を除く地域）[17]

## 進学先中学校
- 横手市立横手南中学校 - 主な進学先[18]

## 周辺
- 旭公園
- 旭地区交流センター（旭ふれあい館）
- 旭郵便局

## アクセス
- E46 秋田自動車道 / E13 東北中央自動車道 横手ICから車で約10分。
- E46 秋田自動車道 横手北SICから車で約5分。